# Sicineve, Berezivka
Sicineve (în ucraineană Січневе) este un sat în comuna Stari Maiakî din raionul Berezivka, regiunea Odesa, Ucraina.

## Demografie
Componența lingvistică a localității Sicineve
     Ucraineană (97,83%)
     Română (1,44%)
     Alte limbi (0,72%)
Conform recensământului din 2001, majoritatea populației localității Sicineve era vorbitoare de ucraineană (97,83%), existând în minoritate și vorbitori de română (1,44%).